# Byurakan
Byurakán (en armenio: Բյուրական) es una comunidad rural de Armenia ubicada en la provincia de Aragatsótn.
En 2009, tenía 4561 habitantes.i
Posee un importante conjunto histórico, dentro del cual destacan monumentos como la iglesia de Artavazik del siglo VII, la iglesia de San Juan Bautista del siglo X y un destacable jachkar gigante del siglo XIII. La localidad es también la sede del Observatorio de Byurakán, punto de observación astronómica fundado por el astrofísico Víktor Ambartsumián.
Se ubica en la parte baja de la ladera meridional del monte Aragáts, sobre la carretera H20.